# Nagrada Radojke Vrančič
Nagrada Radojke Vrančič je priznanje, ki se podeljuje za posebno dobre prevode umetnostnih in znanstvenih besedil iz tujih jezikov v slovenščino. Nagrado podeljuje Društvo slovenskih književnih prevajalcev (DSKP), ki je odgovorno tudi za podeljevanje nekaterih drugih prevajalskih nagrad, kot so Sovretova nagrada, Lavrinova diploma in Jermanova nagrada. Prejemniki so prevajalci, stari do 35 let, za katere članstvo v društvo ni potrebno. Pri izbiranju nagrajenca se upoštevajo dela, ki so bila objavljena v zadnjih dveh letih pred podelitvijo. Prejemnik je po navadi eden, lahko pa pride do izjeme, če se komisija ne more odločiti glede zmagovalca.

## Nagrada
Prejemnik nagrade Radojke Vrančič prejme listino ali plaketo o dodeljeni nagradi, ki jo podpišeta predsednik komisije in predsednik Upravnega odbora Društva slovenskih književnih prevajalcev (v kolikor je slednji odsoten, pa njegov namestnik). Upravni odbor je tisti, ki predlaga višino nagrade, v sporazumu s komisijo in nagrajencem pa določi tudi, kdaj in kje bo nagrada podeljena. Te informacije nato odbor sporoči javnosti. Nagrada sama, kakor tudi stroški za izdelavo plaket ter ostali stroški, povezani s podelitvijo nagrade, se krijejo iz sredstev za nagrade Društva.

## Zgodovina
Nagrada za mladega prevajalca se je prvič podelila leta 2002, le 16 let nazaj. Prva podelitev je potekala na 18. slovenskem knjižnem sejmu in od takrat je bilo podeljenih 17 nagrad, zadnja lani, na  33. Slovenskem knjižnem sejmu v Ljubljani. Nagrada se je najprej imenovala Priznanje za mladega prevajalca, leta 2013 pa se je preimenovalo v nagrado Radojke Vrančič za mladega prevajalca v čast ugledni prevajalki, bibliotekarki in mentorici, najbolj cenjeni zaradi prevoda sedmih romanov Iskanje izgubljenega časa francoskega avtorja Marcela Prousta. Priznanje se podeli vsako leto, nagrajenec pa je po navadi le eden. Leta 2007 je nagrado prejela avtorica ne le za eno, ampak kar dve svoji deli, leta 2014 pa sta nagrado prvič prejela dva različna avtorja hkrati.

## Proces izbiranja nagrajenca
Kandidate za nagrado lahko predlagajo člani Društva, društvena komisija za nagrade in priznanja, založbe, kulturne ustanove ali posamezniki. Ti predlogi pa veljajo za nagrade v tekočem letu in se ne prenašajo v naslednje. Društvena komisija za nagrade in priznanja obravnava te predloge. Pri delu mora biti neodvisna, za pomoč lahko prosi le zunanje strokovnjake, člani komisije pa so do razglasitve nagrajenca zavezani k molčečnosti. Ko izbirajo nagrajenca, upoštevajo predvsem, za kako zahteven, kvaliteten in pomemben prevod gre. Ko komisija določi nagrajenca, predsednik komisije o tem pisno seznani tudi upravni odbor, ki nato določi, kje in kdaj se bo nagrada podelila.

### Društvena komisija za nagrade in priznanja
Komisija je tista, ki izbira nagrajenca in je pri tem precej neodvisna. Sestavljena je iz predsednika in štirih članov, po navadi bivših prejemnikov Sovretove nagrade. Člane imenuje Upravni odbor DSKP, njihov mandat pa praviloma traja 2 leti, kar pomeni, da isti člani izberejo dva nagrajenca. Seje sklicuje predsednik komisije, na njih pa so vabljeni tudi predsednik upravnega odbora oziroma njegov namestnik ter drugi člani in nečlani, če se predsednik tako odloči. Seje so veljavne le, če so navzoči vsaj trije člani komisije, prav tako so trije člani potrebni za sprejetje predloga, saj mora biti sprejet z večino.

## Prejemniki nagrade
- 2002 Ana Samardžija (Maurice Merleau-Ponty: Vidno in nevidno)
- 2003 Saša Jerele (Marguerite Yourcenar: Hadrijanovi spomini)
- 2004 Borut Kraševec (Viktor Pelevin: Čapajev in praznota)
- 2005 Barbara Juršič Terseglav (José Saramago: Evangelij po Jezusu Kristusu)
- 2006 Barbara Skubic (Naguib Mahfouz: Pot med palačama)
- 2007 Nada Grošelj (Klavdij Klavdijan: Ugrabitev Prozerpine in Alberto Manguel: Zgodovina branja)
- 2008 Katja Zakrajšek (Monique Truong: Knjiga soli)
- 2009 Tatjana Jamnik (Ladislav Fuks: Sežigalec trupel)
- 2010 Julija Potrč (Petri Tamminen: Skrivališča)
- 2011 Stana Anželj (Walter Moers: Mesto sanjajočih knjig)
- 2012 Ana Barič Moder (Raymond Queneau: Modre cvetke)
- 2013 Ana Jasmina Oseban (Sibylle Lewitscharoff: Blumenberg)
- 2014 Staša Pavlović (Paweł Huelle: Mercedes-Benz) in Andrej Pleterski (Laurence Plazenet: Sama ljubezen)
- 2015 Andreja Kalc (Marina Cvetajeva: Poskus sobe)
- 2016 Tanja Petrič (Friederike Mayröcker: Smrt zaradi muz) in Diana Pungeršič (Daniela Kapitáňová: Samko Tále: Knjiga o britofu)
- 2017 Jernej Županič (C. D. Wright, Skritost; Lydia Davis, Samuel Johnson je ogorčen; Dave Eggers, Srce parajoče delo neizmerne globine)
- 2018 Sara Virk (Mario Benedetti: Drugo nebo (2017), Augusto Monterroso: Zgodbe, basni, utrinki (2017))
- 2019 Zarja Vršič (Eugène Guillevic: Zemljevôden (2017))
- 2020 Lara Unuk (Ilias Venezis: Številka 31328 (2019), Makis Citas: Bog mi je priča (2019), Kalia Papadaki: Dendriti (2019), Mirto Azina Hronidi: Eksperiment (2020))
- 2021 Tomaž Potočnik (Francesco Petrarca: Moja skrivnost (2020))
- 2022 Živa Čebulj (Andrée Chedid: Ubesediti pesem (2022))
- 2023 Kajetan Škraban (René Descartes Meditacije z Ugovori in odgovori (2022))
- 2024 Maja Kovač, prevajalka (Danica Ručigaj: Srebrne nočne igre in Ujetniki vetra)